# Rina De Lorenzo
Rina De Lorenzo (Cosenza, 15 dicembre 1965) è una politica italiana.

## Biografia
Laureata in giurisprudenza, insegna presso le scuole superiori. Alle elezioni politiche del 2018 è stata eletta deputata del Movimento 5 Stelle, diventando membro della XI Commissione Lavoro pubblico e privato.
Nell'ottobre 2020 ha aderito al gruppo parlamentare di Liberi e Uguali e contestualmente al partito Articolo Uno. Conclude il proprio mandato parlamentare al termine della legislatura, nell'ottobre 2022.